# Olovlig körning
Olovlig körning innebär att en person utan behörighet kör en bil eller annat fordon som kräver körkort. Påföljden för olovlig körning i Sverige är böter i form av dagsböter. Vid olovlig körning blir det dessutom en spärrtid som varierar från en månad till tre år där körkortstillstånd inte kan fås, så att övningskörning eller körkortsprov inte medges.